# J2 League 2016
Die J2 League 2016 war die achtzehnte Spielzeit der zweiten Division der japanischen J. League und die zweite unter dem Namen J2 League. An ihr nahmen 22 Vereine teil. Die Saison begann am 28. Februar 2016 und endete am 20. November 2016.
Meister wurde Consadole Sapporo. Neben Sapporo stieg auch Vizemeister Shimizu S-Pulse direkt auf, in den Aufstiegsplayoffs zwischen den Mannschaften der Plätze 3 bis 6 konnte sich der Tabellenvierte Cerezo Osaka durchsetzen. Giravanz Kitakyūshū stieg als Tabellenletzter direkt in die J3 League 2017 ab, der Tabellenvorletzte Zweigen Kanazawa hielt durch zwei Siege gegen den J3-League-2016-Vizemeister Tochigi SC in der Relegation die Klasse.
Durch eine starke Erdbebenserie in der Präfektur Kumamoto und den daraus resultierenden Schäden war Roasso Kumamoto zwischen dem 15. April und dem 15. Mai 2016 zu einer Aussetzung des Spielbetriebs gezwungen. Die ausgefallenen Spiele wurden im Verlauf der Saison nachgeholt.

## Modus
Die Vereine spielten ein Doppelrundenturnier aus; somit ergaben sich insgesamt 42 Partien pro Mannschaft. Für einen Sieg gab es drei Punkte, bei einem Unentschieden einen Zähler. Die Tabelle wurde also nach den folgenden Kriterien erstellt:
1. Anzahl der erzielten Punkte
2. Tordifferenz
3. Erzielte Tore
4. Ergebnisse der Spiele untereinander
5. Entscheidungsspiel oder Münzwurf

Die zwei Vereine mit den meisten Punkten stiegen am Ende der Saison direkt in die J1 League 2017 auf.
Der dritte Aufsteiger wurde durch ein Turnier im K.-o.-System über zwei Runden zwischen den Mannschaften auf den Plätzen 3 bis 6 ermittelt. Hierbei spielte der Dritte gegen den Sechsten, der Vierte trat gegen den Fünften an. Die höherplatzierte Mannschaft genoss Heimrecht. Im Falle eines Unentschiedens nach 90 Minuten kam der besserplatzierte Verein eine Runde weiter. Das Finale fand aufgrund der Bautätigkeiten rund um das Olympiastadion Tokio im Heimstadion des besserplatzierten Vereines im Finale statt, der Sieger stieg in die J1 League auf.
Der Tabellenletzte stieg direkt in die J3 League 2017 ab, der Tabellenvorletzte spielte in zwei Relegationsspielen gegen den Vizemeister der J3 League 2016 um den Klassenverbleib.

## Teilnehmer
Am Ende der vorherigen Saison schaffte Meister Ōmiya Ardija die direkte Rückkehr ins japanische Fußball-Oberhaus. Begleitet wurde der Verein aus Saitama vom Zweitplatzierten Júbilo Iwata, der nach zwei Jahren wieder in die J1 League zurückkehrte, sowie von Aufstiegsplayoff-Gewinner Avispa Fukuoka, der nach vier Jahren Abwesenheit die Rückkehr in die oberste Spielklasse gelang. Ersetzt wurden die drei Aufsteiger durch die drei Absteiger aus der J1 League 2015, Matsumoto Yamaga, Montedio Yamagata und Shimizu S-Pulse. Matsumoto und Montedio kehrten hierbei nach nur einem Jahr J1 in die zweite Liga zurück, während Shimizu erstmals in seiner Vereinsgeschichte den Gang in die Zweitklassigkeit antreten musste.
Am unteren Ende der Tabelle stiegen erstmals zwei Vereine in die J3 League ab. Tochigi SC verließ als Tabellenletzter auf direktem Wege die J2 und beendete somit eine siebenjährige Ligenzugehörigkeit. Begleitet wurden sie durch Ōita Trinita, die in der Relegation gegen den J3-League-2015-Zweitplatzierten Machida Zelvia unterlagen. Nach dem Abstieg aus der J. League Division 1 2013 musste das Team aus dem Norden Kyūshūs nach nur zwei Jahren somit erneut eine Klasse nach unten. Umgekehrt schaffte Machida Zelvia nach drei Jahren die Rückkehr in die Zweitklassigkeit. Begleitet wurden sie von J3-Meister Renofa Yamaguchi, welchen als Vorjahresaufsteiger in die J3 League der direkte Durchmarsch in die J2 gelang.
| Team                      | Stadt                | Heimstadion                           |
| ------------------------- | -------------------- | ------------------------------------- |
| Cerezo Osaka              | Osaka, Osaka         | Kinchō Stadium                        |
| Consadole Sapporo         | Sapporo, Hokkaidō    | Sapporo Dome                          |
| Ehime FC                  | Matsuyama, Ehime     | Ningineer Stadium                     |
| Fagiano Okayama           | Okayama, Okayama     | City Light Stadium                    |
| FC Gifu                   | Gifu, Gifu           | Nagaragawa-Stadion                    |
| Giravanz Kitakyūshū       | Kitakyūshū, Fukuoka  | Honjō Athletic Stadium                |
| JEF United Ichihara Chiba | Chiba, Chiba         | Fukuda Denshi Arena                   |
| Kamatamare Sanuki         | Takamatsu, Kagawa    | Pikara Stadium                        |
| Kyōto Sanga               | Kyōto, Kyōto         | Nishikyōgoku Athletic Stadium         |
| FC Machida Zelvia         | Machida, Tokio       | Machida Municipal Stadium             |
| Matsumoto Yamaga FC       | Matsumoto, Nagano    | Matsumotodaira Park Stadium Alwin     |
| Mito Hollyhock            | Mito, Ibaraki        | K's denki Stadium                     |
| Montedio Yamagata         | Yamagata, Yamagata   | ND Soft Stadium                       |
| Renofa Yamaguchi FC       | Yamaguchi, Yamaguchi | Ishin Memorial Park Stadium           |
| Roasso Kumamoto           | Kumamoto, Kumamoto   | Umakana Yokana Stadium                |
| Shimizu S-Pulse           | Shizuoka, Shizuoka   | IAI Stadium Nihondaira                |
| Thespakusatsu Gunma       | Gunma, Gunma         | Shoda Shoyu Stadium Gunma             |
| Tokushima Vortis          | Tokushima, Tokushima | Pocari Sweat Stadium                  |
| Tokyo Verdy               | Tokio                | Ajinomoto Stadium                     |
| V-Varen Nagasaki          | Nagasaki, Nagasaki   | Transcosmos Stadium Nagasaki1         |
| Yokohama FC               | Yokohama, Kanagawa   | NHK Spring Mitsuzawa Football Stadium |
| Zweigen Kanazawa          | Kanazawa, Ishikawa   | Ishikawa Athletics Stadium            |

Bemerkungen
1. V-Varen Nagasakis Transcosmos Stadium Nagasaki hieß vor dem 1. August 2016 Nagasaki Athletic Stadium.[2][3]

## Trainer
| Verein                     | Cheftrainer                          |
| -------------------------- | ------------------------------------ |
| Hokkaido Consadole Sapporo | Shūhei Yomoda                        |
| Montedio Yamagata          | Nobuhiro Ishizaki                    |
| Mito HollyHock             | Takayuki Nishigaya                   |
| Thespakusatsu Gunma        | Hiroki Hattori                       |
| JEF United Chiba           | Takashi Sekizuka → Shigetoshi Hasebe |
| Tokyo Verdy                | Kōichi Togashi                       |
| FC Machida Zelvia          | Naoki Sōma                           |
| Yokohama FC                | Miloš Rus → Hitoshi Nakata           |
| Matsumoto Yamaga FC        | Yasuharu Sorimachi                   |
| Zweigen Kanazawa           | Hitoshi Morishita                    |
| Shimizu S-Pulse            | Shinji Kobayashi                     |
| FC Gifu                    | Ruy Ramos → Megumu Yoshida           |
| Kyoto Sanga FC             | Kiyotaka Ishimaru                    |
| Cerezo Osaka               | Kiyoshi Ōkuma                        |
| Fagiano Okayama            | Tetsu Nagasawa                       |
| Renofa Yamaguchi FC        | Nobuhiro Ueno                        |
| Kamatamare Sanuki          | Makoto Kitano                        |
| Tokushima Vortis           | Hiroaki Nagashima                    |
| Ehime FC                   | Takashi Kiyama                       |
| Giravanz Kitakyushu        | Kōichi Hashiratani                   |
| V-Varen Nagasaki           | Takuya Takagi                        |
| Roasso Kumamoto            | Hiroyuki Kiyokawa                    |

## Spieler
| Verein                     | Spieler |
| -------------------------- | --- |
| Hokkaido Consadole Sapporo | Junki Kanayama (9/0), Ryūji Kawai (15/0), Kazuki Kushibiki (17/0), Takayuki Mae (2/0), Julinho (34/12), Kazuki Fukai (25/0), Ken Tokura (40/19), Hiroki Miyazawa (31/1), Reis (24/7), Yoshihiro Uchimura (42/11), Shin’ya Uehara (22/1), Naoya Kikuchi (17/0), Hiroyuki Mae (18/0), Jun’ichi Inamoto (8/1), Takahiro Masukawa (33/1), Kengo Ishii (27/1), Kazumasa Uesato (18/0), Shunta Awaka (1/0), Irfan (1/0), Macedo (23/0), Akito Fukumori (39/3), Gu Sung-yun (33/0), Takuma Arano (18/2), Yumemi Kanda (6/0), Yūto Nagasaka (3/0), Yūto Horigome (33/0), Shōgo Nakahara (4/1), Ryōsuke Shindō (23/0), Daiki Suga (5/0), Shinji Ono (15/0)                                                                  |
| Montedio Yamagata          | Norihiro Yamagishi (41/0), Masakazu Tashiro (30/1), Kōdai Watanabe (40/1), Hirokazu Usami (31/2), Alceu (37/1), Takumi Yamada (38/3), Ryōsuke Matsuoka (27/2), Ryōhei Hayashi (30/6), Diego Rosa (17/1), Shun Itō (28/1), Diego (40/8), Tatsuya Ishikawa (14/0), Naoki Kuriyama (16/1), Yūhei Satō (23/1), Yūto Suzuki (21/2), Shōta Kawanishi (37/1), Takahide Umebachi (4/0), Kazuki Segawa (1/0), Kenji Arabori (10/0), Kōya Yuruki (21/2), Ayumu Nagatō (11/1), Toshiya Takagi (33/0), Daiki Tomii (1/0), Masashi Ōguro (26/9) |
| Mito HollyHock             | Kōji Homma (20/0), Taiki Tamukai (35/0), Kazuki Satō (11/0), Makito Itō (18/0), Kōsei Ishigami (8/0), Akihiro Hyōdō (41/0), Romero Frank (36/3), Hiroki Bandai (13/1), Keisuke Funatani (33/2), Kōhei Mishima (24/9), Shō Satō (35/0), Nguyen Cong Phuong (5/0), Yōsuke Yuzawa (38/3), Eiji Shirai (30/5), Yūki Yamamura (16/2), Jun’ya Imase (20/1), Takashi Kasahara (22/0), Kōhei Uchida (25/1), Jun’ya Hosokawa (35/2), Kazuhiro Satō (32/6), Takuya Miyamoto (16/2), Song Ju-hun (19/1), Ryōji Fukui (19/3), Shū Hiramatsu (22/4), Yūichi Kubo (14/0) |
| Thespakusatsu Gunma        | Keiki Shimizu (42/0), Tetsuya Funatsu (40/2), Ryōta Aoki (5/0), Shūsuke Tsubouchi (34/2), Daichi Inui (29/2), Tatsuki Kobayashi (34/3), Park Kun (21/1), Boka (4/0), Lucas Gaucho (1/0), Matheus (16/0), Yūichirō Nagai (10/0), Shunta Takahashi (42/11), Lim Jung-bin (4/0), Ryōhei Yoshihama (12/0), Yūsuke Kawagishi (15/0), Satoshi Tokiwa (23/3), Yōsuke Komuta (19/1), Yūgo Ichiyanagi (15/0), Hironori Ishikawa (5/0), Nobuyuki Kawashima (1/0), Ryōta Ukai (1/0), Yūkō Takase (33/1), Yūya Yamagishi (33/5), Yūsuke Segawa (42/13), Shunta Shimura (1/0), Shūto Hira (10/0), Yūki Matsushita (41/3), Shun Nakamura (34/4), Yōsuke Tashiro (2/0), Lee Kang-uk (9/1)                                         |
| JEF United Chiba           | Masahiro Okamoto (5/0), Naoya Kondō (35/2), Kengo Kitazume (24/0), Atsuto Tatara (22/0), Masaki Yamamoto (23/1), Yūto Satō (11/0), Haruya Ide (35/5), Elton (34/10), Kazuki Nagasawa (41/4), Takayuki Funayama (42/5), Yūsuke Higa (9/0), Yamato Machida (32/11), Seitarō Tomisawa (21/3), Junki Koike (9/0), Yūki Ōkubo (6/0), Makito Yoshida (27/3), Ado Onaiwu (23/6), Masashi Wakasa (20/0), Aranda (27/0), Yūya Satō (37/0), Lee Joo-young (28/0), Jun Okano (7/0), Shōhei Abe (33/1), Takaya Inui (7/0), Hiroki Sugajima (11/0), Ryūhei Niwa (18/1) |
| Tokyo Verdy                | Takahiro Shibasaki (19/0), Kōki Anzai (34/0), Akira Ibayashi (38/4), Lim You-hwan (3/0), Tomohiro Taira (23/3), Kazuki Anzai (35/0), Ryūji Sugimoto (29/1), Masaki Chūgo (31/3), Alan Pinheiro (25/3), Yoshiaki Takagi (37/8), Shūto Minami (17/0), Yūji Funayama (16/0), Naoto Sawai (31/6), Weslley (13/0), Masaomi Nakano (7/0), Douglas Vieira (28/6), Daisuke Takagi (29/6), Satoru Ōki (9/0), Shion Inoue (12/0), Naoya Tamura (33/0), Kazuki Hiramoto (15/1), Keishi Kusumi (9/0), Kenji Kitawaki (15/1), Jumpei Takaki (21/0), Ryōta Suzuki (24/0), Takahiro Futagawa (20/1), Kōta Watanabe (11/0), Hideki Nagai (3/0)                                                                                     |
| FC Machida Zelvia          | Satoru Hoshino (5/0), Shinnosuke Hatanaka (29/0), Kai Miki (19/0), Kōta Fukatsu (13/1), Ri Han-jae (41/1), Tatsuya Yazawa (38/1), Kōji Suzuki (25/12), Kōhei Tokita (37/0), Yūya Nakamura (19/11), Ryūto Ōtake (6/0), Yūdai Inoue (18/0), Shingo Arizono (5/0), Takafumi Suzuki (24/2), Taisuke Miyazaki (3/0), Ryōta Matsumoto (30/1), Junto Matsushita (4/0), Toshiyasu Takahara (42/0), Akira Toshima (29/0), Kim Song-gi (15/0), Teruhito Nakagawa (12/3), Kōta Morimura (39/1), Yūki Nakashima (42/14), Naoki Ōtani (6/0), Calvin Jong-a-Pin (33/1), Satoshi Kukino (14/0), Kentarō Shigematsu (36/4) |
| Yokohama FC                | Tsubasa Shibuya (19/0), Yūki Nogami (8/0), Ryō Tadokoro (31/0), Denis Halilovic (6/0), Shōgo Nishikawa (42/1), Takahiro Nakazato (25/0), Tomoya Uchida (5/1), Kensuke Satō (38/3), Tomohiro Tsuda (33/4), Shin’ichi Terada (29/1), Kazuyoshi Miura (20/2), Yōsuke Nozaki (23/1), Ibba (40/18), Atsushi Ichimura (29/1), Naoki Nomura (38/4), An Yong-hak (1/0), Yūta Minami (23/0), Kōsuke Onose (30/4), Rok Straus (9/0), Reo Ōsaki (31/1), Takuya Nagata (23/3), Na Sung-soo (6/0), Toshihiro Matsushita (10/0), Shūma Kusumoto (5/0), Yūta Fujii (23/0), Tetsuya Ōkubo (39/6) |
| Matsumoto Yamaga FC        | Daniel Schmidt (41/0), Hayuma Tanaka (28/1), Masaki Iida (41/7), Yūdai Iwama (39/4), Jun Andō (16/0), Takuya Takei (25/0), Willians (10/0), Obina (5/0), Kōhei Kiyama (40/0), Keita Gotō (20/1), Paulinho (19/3), Masaki Miyasaka (36/1), Hiroshi Tetsuto (7/0), Ryūtarō Iio (18/2), Takefumi Tōma (25/1), Hiroki Yamamoto (37/5), Takayoshi Ishihara (36/4), Kōhei Kudō (42/11), Masahiro Nasukawa (20/1), Yūto Shirai (1/0), Han Seung-hyeong (1/0), Ryūtarō Shibata (1/0), Hiroyuki Takasaki (37/16), Ryūsuke Sakai (3/0), Yū Yasukawa (5/0), Daizen Maeda (9/0), Kōhei Mishima (15/3) |
| Zweigen Kanazawa           | Shin’ya Awatari (10/0), Yūji Sakuda (32/2), Tatsushi Koyanagi (22/0), Kōsuke Ōta (37/3), Akira Andō (19/1), Masataka Kani (13/0), Kenta Yamafuji (37/4), An Byong-jun (15/2), Andrew Kumagai (32/2), Hiroyuki Furuta (23/0), Shōma Mizunaga (33/3), Masahiro Kaneko (25/4), Shinji Tsujio (20/1), Mendes (11/2), Romarinho (4/0), Kōji Noda (30/1), Shungo Tamashiro (9/0), Keisuke Minegishi (9/0), Yasuhito Tomita (7/0), Kazuaki Mawatari (15/1), Yūhei Ōtsuki (16/0), Yūsuke Hoshino (8/0), Tomonobu Hiroi (31/0), Masato Yamazaki (38/7), Yoshinobu Harada (42/0), Keiya Nakami (21/2), David (8/1), Masaru Akiba (17/0)                                                                                      |
| Shimizu S-Pulse            | Yōhei Nishibe (6/0), Genta Miura (29/0), Tomoya Inukai (26/1), Shōma Kamata (8/0), Jakovic (1/0), Kōta Sugiyama (2/0), Takuya Honda (19/0), Hideki Ishige (23/1), Chong Te-se (37/26), Genki Ōmae (29/18), Kazuya Murata (36/5), Rikihiro Sugiyama (20/0), Takashi Sawada (7/0), Byeon Jun-byum (17/1), Mitsunari Musaka (26/0), Yōsuke Kawai (37/1), Yū Hasegawa (6/0), Mitchell Duke (7/1), Ryō Takeuchi (30/0), Kempei Usui (3/0), Takuma Edamura (23/3), Kōya Kitagawa (30/9), Naoki Kawaguchi (19/1), Kō Matsubara (28/1), Hiroshi Futami (1/0), Kōhei Hattanda (1/0), Shōta Kaneko (22/4), Kim Byeom-yong (8/0), Takayuki Fukumura (13/0), Ryōhei Shirasaki (35/8), Yūki Uekusa (15/0), Makoto Kakuda (23/1) |
| FC Gifu                    | Satoshi Tokizawa (7/0), Masanori Abe (38/4), Naoya Okane (31/1), Tsubasa Aoki (16/0), Keiji Takachi (28/1), Paulo Jun’ichi Tanaka (20/0), Masaru Akiba (1/0), Evandro (23/5), Leonardo Rocha (24/3), Kōya Kazama (30/4), Daiki Tamori (23/1), Shun Nogaito (24/0), Yūki Fuji (10/1), Tsukasa Masuyama (12/0), Jun Suzuki (20/0), Yoshinari Takagi (31/0), William Popp (4/0), Yūto Ono (15/0), Hiroaki Namba (20/3), Ryūtarō Karube (17/2), Taisuke Mizuno (27/0), Bruno Suzuki (11/3), Masaya Tashiro (28/1), Leomineiro (38/13), Tatsuya Tanaka (18/1), Gō Iwase (30/0), Ryō Takiya (26/4), Choi Sung-keun (9/0), Kentarō Kai (1/0)                                                                              |
| Kyoto Sanga FC             | Takanori Sugeno (40/0), Shun'ya Suganuma (39/1), Yūta Someya (17/0), Shunsuke Iwanuma (9/1), Yūki Honda (39/1), Ryōsuke Tamura (4/0), Andrei (37/5), Daniel Lovinho (32/4), Sergio Escudero (38/5), Yūki Horigome (37/7), Kōji Yamase (34/7), Lee Yong-jae (33/7), Kōki Arita (31/5), Masatoshi Ishida (7/0), Takurō Yajima (12/1), Yūji Takahashi (15/0), Keisuke Shimizu (2/0), Kentarō Satō (34/0), Kyōhei Uchida (21/1), Ippei Kokuryō (10/0), Shōgo Shimohata (30/1), Ryūsei Saitō (1/0), Daiki Numa (6/1), Yōsuke Ishibitsu (32/2), Kiros (10/1), Kyōhei Yoshino (13/0) |
| Cerezo Osaka               | Takahiro Ōgihara (4/0), Teruyuki Moniwa (20/0), Kōta Fujimoto (17/0), Yūsuke Tanaka (33/0), Souza (39/8), Kunimitsu Sekiguchi (26/2), Yōichirō Kakitani (20/5), Ken’yū Sugimoto (41/14), Bruno Meneghel (20/6), Besart Abdurahimi (3/0), Ricardo Santos (32/5), Mitsuru Maruoka (3/0), Yūsuke Maruhashi (40/1), Riku Matsuda (42/2), Noriyuki Sakemoto (15/1), Shōhei Kiyohara (25/3), Yūzō Tashiro (6/2), Keiji Tamada (24/3), Kim Jin-hyeon (39/0), Sōta Nakazawa (3/0), Tatsuya Yamashita (39/1), Kazuya Yamamura (34/6), Daichi Akiyama (2/0), Kenta Tanno (4/0), Ryūji Sawakami (30/1), Yasuki Kimoto (1/1), Hideo Hashimoto (2/0), Kenta Mukuhara (1/0), Hotaru Yamaguchi (20/1)                             |
| Fagiano Okayama            | Hirotsugu Nakabayashi (42/0), Masahiko Sawaguchi (24/2), Kazuhito Watanabe (22/0), Tadashi Takeda (38/1), Daisuke Itō (42/5), Hideya Okamoto (4/0), Shin’ya Yajima (35/5), Makoto Mimura (14/0), Yūichi Kubo (5/0), Yūki Oshitani (35/14), Kenji Sekido (25/2), Yuzuru Shimada (29/0), Taisuke Akiyoshi (1/0), Eiichi Katayama (39/3), Yoshiki Fujimoto (23/0), Akira Kaji (26/1), Shingo Akamine (41/4), Noriyoshi Sakai (6/0), Sōichi Tanaka (14/2), Yūta Toyokawa (38/10), Kim Jin-kyu (10/1), Daiki Iwamasa (40/6), Kento Katō (1/0), Kōjirō Shinohara (32/0) |
| Renofa Yamaguchi FC        | Jun Ichimori (30/0), Masafumi Miyagi (18/0), Yūki Kagawa (27/1), Ryūta Koike (42/3), Kyōhei Kuroki (11/0), Reo Mochizuki (10/1), Takaki Fukumitsu (40/5), Yatsunori Shimaya (42/10), Kazuhito Kishida (23/4), Yoshihiro Shōji (42/4), Yūya Torikai (25/4), Naoto Andō (13/0), Shūto Kōno (8/0), Taiki Katō (23/2), Takuto Haraguchi (10/1), Yūji Hoshi (30/4), Toshio Shimakawa (2/0), Yūma Hiroki (20/0), Yoon Shin-young (27/0), Luciano (5/0), Hidetoshi Miyuki (36/3), Masaaki Murakami (12/0), Masato Nakayama (29/11), Fumitaka Kitatani (38/1), Masayuki Okuyama (5/0), Kiyohiro Hirabayashi (6/0), Hideya Okamoto (10/0)                                                                                   |
| Kamatamare Sanuki          | Kenta Shimizu (42/0), Yūki Ozawa (19/1), Kōdai Fujii (30/2), Kazuya Sunamori (13/0), Daigō Watanabe (19/1), Kōhei Fujita (7/0), Ryōta Nagata (37/4), Tomoya Ōsawa (8/0), Kazuki Ganaha (24/1), Kazumasa Takagi (37/1), Kenji Baba (42/5), Tetsuya Kijima (35/10), Allan (15/0), Taishi Tsunada (11/0), Fumiya Tamaki (1/0), Miguel (18/1), Hayato Nakama (38/7), Kōta Ogino (10/0), Yūki Fuke (3/0), Yūsuke Takeda (9/1), Hironori Nishi (35/3), Kazuya Okamura (24/0), Shōhei Yamamoto (29/0), Han Chang-joo (3/0), Yūki Morikawa (11/0), Evson (37/3), Ryōsuke Kijima (14/2) |
| Tokushima Vortis           | Takashi Aizawa (12/0), Yōhei Fukumoto (33/0), Alex (17/1), Kōtarō Fujiwara (25/1), Hidenori Ishii (33/2), Carlinhos (24/2), Yūji Kimura (41/3), Ken Iwao (39/1), Yū Hasegawa (9/1), Jun’ya Ōsaki (34/6), Kim Kyung-jung (19/0), Ikki Sasaki (2/0), Takeshi Hamada (16/0), Daiki Watari (41/12), Ryōgo Yamasaki (40/5), Akihiro Satō (33/4), Yūto Uchida (31/1), Rikuto Hirose (41/3), Taiga Maekawa (9/0), Daisuke Tomita (21/2), Yūya Hashiuchi (29/1), Atsushi Izawa (4/0), Daichi Sugimoto (2/0), Tōru Hasegawa (28/0) |
| Ehime FC                   | Tsuyoshi Kodama (42/0), Nobuhisa Urata (33/0), Mutsumi Tamabayashi (22/0), Daiki Nishioka (24/0), Ibuki Fujita (37/1), Kōhei Mihara (9/0), Takashi Kondō (29/1), Shūto Kojima (39/2), Kōdai Yasuda (20/2), Yūji Senuma (40/10), Genta Omotehara (15/1), Kōsuke Shirai (40/3), Rikiya Motegi (33/0), Nao Eguchi (2/0), Toyofumi Sakano (42/12), Gō Nishida (16/0), Kazuhisa Kawahara (31/2), Yūki Fukaya (11/0), Makoto Rindō (42/3), Naoya Fuji (1/0), Park Kwang-il (12/0), Kenta Uchida (38/3), Ryūga Suzuki (10/1) |
| Giravanz Kitakyushu        | Nobuyuki Abe (24/0), Naoya Ishigami (23/2), Kenta Hoshihara (33/0), Keita Ichikawa (13/0), Kazuya Maeda (21/0), Hiroyuki Nishijima (14/1), Kōki Kazama (42/4), Tsuyoshi Hakkaku (2/0), Kazuki Hara (33/16), Kōki Kotegawa (42/2), Shōta Inoue (34/1), Takayuki Tada (9/0), Tomoki Ikemoto (25/6), Hideo Ōshima (11/0), Kōken Katō (21/0), Yōhei Naitō (11/0), Daichi Kawashima (30/1), Shō Hanai (12/0), Ayaki Suzuki (18/0), Rodrigo (16/3), Masahiro Teraoka (18/0), Jumpei Arai (23/0), Rui Komatsu (33/4), Shunsuke Fukuda (16/0), Kengo Kotani (7/0), Kenta Fukumori (2/0), Ryōsuke Tone (17/0), Masashi Motoyama (36/0)                                                                                      |
| V-Varen Nagasaki           | Takuo Ōkubo (42/0), Tatsuya Sakai (12/0), Cho Min-woo (26/0), Ryōta Takasugi (32/1), Daichi Tagami (15/0), Yūsuke Maeda (34/0), Lee Yon-jick (20/1), Yū Kimura (24/1), Ryō Nagai (41/17), Yūji Yabu (13/0), Daisuke Kanzaki (8/0), Park Hyung-jin (36/1), Teruki Tanaka (9/0), Shōhei Kishida (34/4), Hiroto Tanaka (37/0), Rodrigo (6/0), Kōichi Satō (26/4), Keita Nakamura (27/2), Kōta Miyamoto (18/0), Ryōta Kajikawa (40/3), Tatsuya Onodera (4/0), Kōhei Kitagawa (8/0), Yūsuke Murakami (32/2), Taikai Uemoto (5/0), Daiki Matsumoto (14/2), Yūya Miura (1/0), Junki Hata (5/1), Baek Sung-dong (18/0) |
| Roasso Kumamoto            | Minoru Hata (1/0), Kōhei Kuroki (25/3), Shōto Suzuki (8/0), Takuya Sonoda (38/0), Ryūjirō Ueda (36/2), Takumi Murakami (11/0), Shōsuke Katayama (25/0), Issei Takayanagi (26/1), Anderson (9/2), Kōki Kiyotake (37/12), Ryūichi Hirashige (31/6), Kim Tae-yeon (31/2), Yūki Kotani (10/0), Yasuaki Okamoto (34/2), Hayate Hachikubo (10/1), Takurō Uehara (28/0), Yōhei Kurakawa (22/1), Takuya Wakasugi (7/0), Yūto Nakayama (19/0), Keita Saitō (25/2), Akihiro Satō (41/0), Jun Sonoda (14/1), Seiichirō Maki (35/0), Shūhei Kamimura (17/0), Shintarō Shimada (35/1), Minoru Suganuma (11/2) |

## Statistiken

### Tabelle
| Pl.                                       | Verein                    | Sp. | S  | U  | N  | Tore    | Diff. | Punkte |
| ----------------------------------------- | ------------------------- | --- | -- | -- | -- | ------- | ----- | ------ |
| 1.                                        | Consadole Sapporo         | 42  | 25 | 10 | 7  | 065:330 | +32   | 85     |
| 2.                                        | Shimizu S-Pulse (A)       | 42  | 25 | 9  | 8  | 085:370 | +48   | 84     |
| 3.                                        | Matsumoto Yamaga FC (A)   | 42  | 24 | 12 | 6  | 062:320 | +30   | 84     |
| 4.                                        | Cerezo Osaka              | 42  | 23 | 9  | 10 | 062:460 | +16   | 78     |
| 5.                                        | Kyōto Sanga               | 42  | 18 | 15 | 9  | 050:370 | +13   | 69     |
| 6.                                        | Fagiano Okayama           | 42  | 17 | 14 | 11 | 058:440 | +14   | 65     |
| 7.                                        | FC Machida Zelvia (N)     | 42  | 18 | 11 | 13 | 053:440 | +9    | 65     |
| 8.                                        | Yokohama FC               | 42  | 16 | 11 | 15 | 050:510 | −1    | 59     |
| 9.                                        | Tokushima Vortis          | 42  | 16 | 9  | 17 | 046:420 | +4    | 57     |
| 10.                                       | Ehime FC                  | 42  | 12 | 20 | 10 | 041:400 | +1    | 56     |
| 11.                                       | JEF United Ichihara Chiba | 42  | 13 | 14 | 15 | 052:530 | −1    | 53     |
| 12.                                       | Renofa Yamaguchi FC (N)   | 42  | 14 | 11 | 17 | 055:630 | −8    | 53     |
| 13.                                       | Mito Hollyhock            | 42  | 10 | 18 | 14 | 045:490 | −4    | 48     |
| 14.                                       | Montedio Yamagata (A)     | 42  | 11 | 14 | 17 | 043:490 | −6    | 47     |
| 15.                                       | V-Varen Nagasaki          | 42  | 10 | 17 | 15 | 039:510 | −12   | 47     |
| 16.                                       | Roasso Kumamoto           | 42  | 12 | 10 | 20 | 038:530 | −15   | 46     |
| 17.                                       | Thespakusatsu Gunma       | 42  | 11 | 12 | 19 | 052:660 | −14   | 45     |
| 18.                                       | Tokyo Verdy               | 42  | 10 | 13 | 19 | 043:610 | −18   | 43     |
| 19.                                       | Kamatamare Sanuki         | 42  | 10 | 13 | 19 | 043:620 | −19   | 43     |
| 20.                                       | FC Gifu                   | 42  | 12 | 7  | 23 | 047:710 | −24   | 43     |
| 21.                                       | Zweigen Kanazawa          | 42  | 8  | 15 | 19 | 036:600 | −24   | 39     |
| 22.                                       | Giravanz Kitakyūshū       | 42  | 8  | 14 | 20 | 043:640 | −21   | 38     |
| Quelle: Soccerway, Stand: Ende der Saison |                           |     |    |    |    |         |       |        |

| Nicht aufstiegsberechtigte Vereine: Kamatamare Sanuki, FC Machida Zelvia, Mito HollyHock |                                                                                        |
| Aufstieg in die J1 League 2017 Teilnahme an den Relegationsspielen zur J1 League Teilnahme an den Relegationsspielen gegen den Zweitplatzierten der J3 League 2016 Abstieg in die J3 League 2017 |                                                                                        |
| |                                                                                        |
| (A) | Absteiger aus der J1 League 2015: Matsumoto Yamaga, Montedio Yamagata, Shimizu S-Pulse |
| (N) | Aufsteiger aus der J3 League 2015: Renofa Yamaguchi, Machida Zelvia                    |

### Kreuztabelle
Die Kreuztabelle stellt die Ergebnisse aller Spiele dar. Die Heimmannschaft ist in der linken Spalte, die Gastmannschaft in der oberen Zeile aufgelistet.
|                           | CER                                       | CON | EHI | FAG  | GIF  | GIR  | JEF | KAM  | KYO | MAC  | MAT | MIT  | MON | REN | ROA  | SHI  | THE  | TKU | TVE | VAR | YOK  | ZWE  |
| Cerezo Osaka              |                                           | 0:0 | 1:0 | 12:1 | 3:2  | 11:1 | 2:1 | 12:3 | 0:2 | 1:3  | 0:1 | 2:2  | 2:2 | 2:4 | 1:0  | 11:2 | 1:0  | 3:2 | 1:0 | 2:0 | 2:3  | 2:2  |
| Consadole Sapporo         | 1:0                                       |     | 1:1 | 1:0  | 5:0  | 1:0  | 2:2 | 24:1 | 3:1 | 3:2  | 1:0 | 21:0 | 3:1 | 3:1 | 1:0  | 3:2  | 23:1 | 1:0 | 1:2 | 2:1 | 35:2 | 0:0  |
| Ehime FC                  | 0:0                                       | 2:2 |     | 1:1  | 0:3  | 2:1  | 2:1 | 1:0  | 0:1 | 0:1  | 0:0 | 1:1  | 1:1 | 1:1 | 1:0  | 2:2  | 1:0  | 0:2 | 0:0 | 0:1 | 3:0  | 3:1  |
| Fagiano Okayama           | 1:1                                       | 0:0 | 2:1 |      | 0:1  | 2:0  | 2:1 | 3:1  | 2:2 | 2:2  | 2:1 | 1:2  | 0:1 | 1:0 | 2:1  | 2:2  | 3:3  | 1:0 | 1:1 | 0:0 | 0:1  | 1:2  |
| FC Gifu                   | 0:1                                       | 0:4 | 2:1 | 0:5  |      | 1:0  | 0:2 | 1:1  | 0:0 | 1:2  | 0:2 | 1:0  | 0:1 | 1:2 | 2:3  | 1:1  | 2:1  | 1:1 | 4:2 | 2:4 | 2:0  | 0:1  |
| Giravanz Kitakyūshū       | 0:1                                       | 0:0 | 1:1 | 1:3  | 2:1  |      | 0:2 | 3:0  | 1:2 | 1:3  | 1:2 | 2:2  | 1:0 | 0:1 | 1:1  | 1:2  | 0:3  | 0:1 | 2:1 | 2:2 | 0:4  | 3:2  |
| JEF United Ichihara Chiba | 3:0                                       | 1:2 | 0:0 | 2:0  | 3:2  | 1:2  |     | 1:1  | 0:3 | 1:1  | 0:3 | 0:1  | 3:0 | 1:1 | 2:0  | 3:4  | 0:0  | 2:1 | 2:2 | 0:0 | 1:0  | 1:0  |
| Kamatamare Sanuki         | 2:1                                       | 0:1 | 1:1 | 0:1  | 3:2  | 1:1  | 1:1 |      | 1:3 | 0:1  | 2:4 | 1:1  | 2:1 | 0:2 | 0:0  | 1:2  | 1:3  | 1:2 | 2:1 | 2:2 | 1:0  | 1:1  |
| Kyōto Sanga               | 3:3                                       | 0:0 | 0:1 | 2:0  | 1:0  | 0:0  | 1:1 | 1:0  |     | 1:0  | 1:2 | 1:1  | 3:2 | 3:0 | 1:1  | 2:1  | 0:0  | 0:1 | 2:0 | 0:0 | 1:0  | 0:0  |
| Machida Zelvia            | 0:1                                       | 2:0 | 0:1 | 1:1  | 1:1  | 0:1  | 2:3 | 0:1  | 1:1 |      | 2:1 | 3:3  | 2:1 | 2:3 | 1:0  | 1:2  | 0:0  | 1:0 | 2:1 | 1:0 | 1:1  | 2:1  |
| Matsumoto Yamaga          | 0:1                                       | 3:2 | 1:1 | 1:1  | 1:1  | 2:1  | 0:1 | 0:0  | 2:0 | 1:0  |     | 0:0  | 1:0 | 3:3 | 1:0  | 1:0  | 2:1  | 2:0 | 1:0 | 1:0 | 3:2  | 4:2  |
| Mito HollyHock            | 0:1                                       | 0:1 | 1:2 | 2:3  | 1:0  | 1:1  | 1:0 | 3:2  | 1:1 | 2:2  | 2:3 |      | 1:0 | 0:2 | 1:1  | 0:0  | 1:0  | 0:3 | 1:1 | 0:2 | 1:1  | 3:0  |
| Montedio Yamagata         | 0:1                                       | 1:1 | 2:2 | 0:1  | 1:1  | 3:0  | 1:1 | 2:1  | 0:0 | 0:1  | 0:1 | 2:2  |     | 2:1 | 4:1  | 0:1  | 3:1  | 2:1 | 1:0 | 1:0 | 0:0  | 0:0  |
| Renofa Yamaguchi          | 0:2                                       | 1:2 | 1:1 | 1:1  | 2:3  | 5:1  | 4:2 | 1:0  | 1:1 | 0:2  | 0:0 | 1:0  | 2:2 |     | 40:2 | 0:4  | 2:0  | 2:1 | 3:1 | 0:3 | 0:2  | 0:1  |
| Roasso Kumamoto           | 1:5                                       | 2:0 | 1:2 | 0:0  | 1:0  | 1:6  | 3:0 | 52:0 | 1:2 | 50:2 | 1:0 | 50:1 | 0:0 | 1:2 |      | 0:2  | 1:1  | 1:0 | 1:0 | 1:2 | 0:1  | 55:2 |
| Shimizu S-Pulse           | 0:2                                       | 0:2 | 0:0 | 2:1  | 2:0  | 2:0  | 1:1 | 2:2  | 4:1 | 2:0  | 0:0 | 2:1  | 3:1 | 2:2 | 4:0  |      | 8:0  | 0:1 | 0:1 | 2:0 | 3:0  | 4:1  |
| Thespakusatsu Gunma       | 0:2                                       | 0:1 | 1:2 | 0:1  | 4:0  | 2:2  | 2:1 | 1:2  | 0:1 | 2:2  | 1:1 | 2:1  | 2:0 | 2:0 | 1:1  | 0:4  |      | 0:3 | 2:2 | 3:0 | 3:1  | 2:1  |
| Tokushima Vortis          | 0:1                                       | 2:1 | 2:0 | 2:3  | 1:3  | 1:0  | 1:0 | 0:0  | 2:1 | 1:1  | 2:2 | 1:0  | 2:2 | 1:1 | 0:1  | 1:2  | 1:1  |     | 3:1 | 0:0 | 0:3  | 0:1  |
| Tokyo Verdy               | 1:2                                       | 1:0 | 1:1 | 2:1  | 61:1 | 1:1  | 1:1 | 63:2 | 2:1 | 0:1  | 0:4 | 70:3 | 0:1 | 2:2 | 1:0  | 2:1  | 1:2  | 1:0 |     | 0:0 | 70:2 | 4:1  |
| V-Varen Nagasaki          | 1:2                                       | 0:0 | 1:1 | 0:3  | 2:1  | 0:0  | 1:1 | 1:2  | 0:2 | 1:0  | 1:1 | 1:1  | 1:1 | 2:1 | 0:2  | 0:3  | 2:2  | 1:2 | 2:1 |     | 1:3  | 0:0  |
| Yokohama FC               | 1:1                                       | 1:0 | 0:0 | 80:2 | 1:2  | 2:2  | 2:1 | 0:1  | 2:0 | 1:0  | 0:2 | 1:1  | 2:1 | 2:0 | 1:1  | 0:2  | 3:2  | 0:2 | 1:1 | 2:2 |      | 0:0  |
| Zweigen Kanazawa          | 1:3                                       | 0:1 | 2:1 | 1:1  | 1:2  | 1:1  | 1:2 | 0:0  | 1:1 | 1:2  | 0:2 | 0:0  | 1:0 | 1:0 | 0:0  | 0:3  | 3:1  | 0:0 | 1:1 | 1:2 | 1:2  |      |
|                           | Quelle: Soccerway, Stand: Ende der Saison |     |     |      |      |      |     |      |     |      |     |      |     |     |      |      |      |     |     |     |      |      |

Bemerkungen
1. Das Spiel wurde im Yanmar Stadium Nagai in Osaka ausgetragen.[8]
2. Das Spiel wurde im Sapporo Atsubetsu Stadium in Sapporo ausgetragen.[9]
3. Das Spiel wurde im Hakodate Chiyogaidai Park Athletic Stadium in Hakodate, Hokkaidō ausgetragen.[9]
4. Das Spiel wurde im Shimonoseki Athletic Stadium in Shimonoseki, Yamaguchi ausgetragen.[10]
5. Roasso Kumamoto musste aufgrund einer starken Erdbebenserie in der Präfektur Kumamoto Mitte April den Spielbetrieb für vier Wochen komplett unterbrechen und bis Anfang Juli wegen Schäden am heimischen Umakana Yokana Stadium auf andere Stadien ausweichen. Daher fanden das Spiel gegen Mito im Hitachi Kashiwa Soccer Stadium in Kashiwa, Chiba, das Spiel gegen Machida im Noevir Stadium in Kōbe, Hyōgo und die Spiele gegen Kanazawa und Sanuki im Best Amenity Stadium in Tosu, Saga statt.[1]
6. Das Spiel fand im Ajinomoto Field Nishigaoka in Tokyo statt.[11]
7. Das Spiel fand im Komazawa Olympic Park Stadium in Tokio statt.[11]
8. Das Spiel fand im Nissan Stadium in Yokohama statt.[12]

### Aufstiegsplayoffs
Die Mannschaften auf den Plätzen 3 bis 6 spielen in drei Play-off-Spielen den dritten Aufsteiger in die J1 League 2017 aus. Im Halbfinale spielen zunächst der Drittplatzierte gegen den Sechstplatzierten sowie der Vierte gegen den Fünften. Die Gewinner dieser Spiele bestreiten das Finale auf neutralem Platz gegeneinander, der Sieger steigt auf. Als Besonderheit sieht der Modus vor, dass bei einem Unentschieden immer die Mannschaft mit der besseren Platzierung aus der regulären Saison weiterkommt.

#### Halbfinale
Matsumoto Yamaga FC trifft als beste der vier teilnehmenden Mannschaften im heimischen Matsumotodaira Park Stadium Alwin auf Fagiano Okayama.
| Paarung        | Matsumoto Yamaga FC – Fagiano Okayama                                   |
| Ergebnis       | 1:2 (0:1)                                                               |
| Datum          | 27. November 2016                                                       |
| Stadion        | Matsumotodaira Park Stadium Alwin, Matsumoto, Nagano                    |
| Zuschauer      | 12.200                                                                  |
| Schiedsrichter | Kenji Ōgiya                                                             |
| Tore           | 0:1 Yūki Oshitani (22.), 1:1 Paulinho (74.), 1:2 Shingo Akamine (90.+2) |

Im zweiten Halbfinale spielen Cerezo Osaka und Kyōto Sanga gegeneinander.
| Paarung        | Cerezo Osaka – Kyōto Sanga                        |
| Ergebnis       | 1:1 (1:0)                                         |
| Datum          | 27. November 2016                                 |
| Stadion        | Kinchō Stadium, Osaka                             |
| Zuschauer      | 13.922                                            |
| Schiedsrichter | Hajime Matsuo                                     |
| Tore           | 1:0 Yōichirō Kakitani (13.), 1:1 Kōki Arita (90.) |

#### Finale
| Paarung        | Cerezo Osaka – Fagiano Okayama |
| Ergebnis       | 1:0 (0:0)                      |
| Datum          | 4. Dezember 2016               |
| Stadion        | Kinchō Stadium, Osaka          |
| Zuschauer      | 17.086                         |
| Schiedsrichter | Yūichi Nishimura               |
| Tore           | 1:0 Shōhei Kiyohara (52.)      |

### Relegation J2/J3
In der Relegation um einen Platz in der J2 League für die kommende Saison trifft der Tabellenvorletzte Zweigen Kanazawa auf Tochigi SC, Zweiter der J3 League 2016.
| Paarung        | Tochigi SC – Zweigen Kanazawa           |
| Ergebnis       | 0:1 (0:0)                               |
| Datum          | 27. November 2016                       |
| Stadion        | Tochigi Green Stadium, Tochigi, Tochigi |
| Zuschauer      | 5.369                                   |
| Schiedsrichter | Itaru Hirose                            |
| Tore           | 0:1 Tatsushi Koyanagi (89.)             |

| Paarung        | Zweigen Kanazawa – Tochigi SC                           |
| Ergebnis       | 2:0 (1:0)                                               |
| Datum          | 4. Dezember 2016                                        |
| Stadion        | Toyama Athletic Recreation Park Stadium, Toyama, Toyama |
| Zuschauer      | 7.130                                                   |
| Schiedsrichter | Yūdai Yamamoto                                          |
| Tore           | 1:0 Keiya Nakami (34.), 2:0 Keiya Nakami (69.)          |

### Zuschauertabelle
| Platz                    | Mannschaft                | Heimspiele | Zuschauer | pro Spiel |
| ------------------------ | ------------------------- | ---------- | --------- | --------- |
| 01.                      | Consadole Sapporo         | 21         | 305.732   | 14.559    |
| 02.                      | Matsumoto Yamaga FC       | 21         | 286.246   | 13.631    |
| 03.                      | Cerezo Osaka              | 21         | 262.691   | 12.509    |
| 04.                      | Shimizu S-Pulse           | 21         | 236.749   | 11.274    |
| 05.                      | JEF United Ichihara Chiba | 21         | 216.127   | 10.320    |
| 06.                      | Fagiano Okayama           | 21         | 210.364   | 10.017    |
| 07.                      | Renofa Yamaguchi FC       | 21         | 139.732   | 6.654     |
| 08.                      | Kyōto Sanga               | 21         | 137.005   | 6.524     |
| 09.                      | Montedio Yamagata         | 21         | 131.324   | 6.254     |
| 10.                      | FC Gifu                   | 21         | 118.910   | 5.662     |
| 11.                      | Roasso Kumamoto           | 21         | 116.402   | 5.543     |
| 12.                      | Tokyo Verdy               | 21         | 113.451   | 5.402     |
| 13.                      | Mito Hollyhock            | 21         | 112.248   | 5.345     |
| 14.                      | V-Varen Nagasaki          | 21         | 109.727   | 5.225     |
| 15.                      | FC Machida Zelvia         | 21         | 107.591   | 5.123     |
| 16.                      | Yokohama FC               | 21         | 102.744   | 4.893     |
| 17.                      | Thespakusatsu Gunma       | 21         | 99.619    | 4.744     |
| 18.                      | Tokushima Vortis          | 21         | 95.863    | 4.565     |
| 19.                      | Zweigen Kanazawa          | 21         | 87.757    | 4.179     |
| 20.                      | Ehime FC                  | 21         | 85.863    | 4.089     |
| 21.                      | Kamatamare Sanuki         | 21         | 77.413    | 3.686     |
| 22.                      | Giravanz Kitakyūshū       | 21         | 67.698    | 3.224     |
| Gesamt                   | Gesamt                    | 462        | 3.221.653 | 6.973     |
| Stand: 20. November 2016 |                           |            |           |           |